# Einsatzgruppen
Einsatzgruppen (trực dịch là "Đội biệt kích") là một đơn vị đặc nhiệm hay tổ hoạt động đặc biệt bán quân sự do Heinrich Himmler lập ra và nằm dưới quyền của SS (một lực lượng quân sự quan trọng của Đảng Quốc xã Đức). Trong thời gian xâm lược Ba Lan năm 1939, "Tổ hoạt động đặc biệt" của SS và cảnh sát được triển khai để tiêu diệt những kẻ chống đối, bắt giữ và giết thường dân, theo địa vị của họ trong xã hội, những người có khả năng xúi giục lôi kéo mọi người chống lại Đức.
Einsatzgruppen có nhiệm vụ hỗ trợ cho quân đội bằng cách áp dụng các biện pháp như tàn sát người Do Thái, dân Di Gan, người cộng sản, và bất cứ ai tỏ ra nguy hiểm cho nền an ninh. Trong thực tế, nạn nhân của họ đa phần là dân thường người Do Thái. Đến tháng 12 năm 1941, bốn đội Einsatzgruppen báo cáo số người họ sát hại lần lượt là 125.000, 45.000, 75.000, và 55.000 – tổng cộng là 300.000 – thường thì họ nhắm bắn hoặc ném lựu đạn vào hố tập thể bên ngoài các thị trấn.
Từ năm 1940 đến 1943, Einsatzgruppen đã sát hại trên 1 triệu người, đa số là người Do Thái. Đức Quốc xã thu hồi lại hết tất cả những gì được cho là có giá trị trước khi sát hại những người Do Thái ngay cả quần áo, bởi vì thế trước khi bị sát hại,tất cả các nạn nhân đều không mặc gì. Einsatzgruppen yêu cầu họ quỳ xuống và bắt đầu bắn. Xác của những nạn nhân đều sẽ được chôn chung vào một hố rất lớn.